# Roland Chalosse
Pour l’article homonyme, voir Chalosse.
Roland Chalosse, né le 2 janvier 1930 à Paris et mort le 17 décembre 2015 à Lyon, est un acteur, metteur en scène et directeur de théâtre français. Il a notamment joué dans le film Normandie-Niémen, interprétant le rôle de Georges Lebiedinsky.

## Filmographie
- 1960 : Normandie-Niémen
- 1983 : L'Homme blessé
- 1991 : Le Lyonnais : le juge
- 1995 : Le Retour d'Arsène Lupin
- 2001 : Une hirondelle a fait le printemps

## Théâtre
- 1954 : La Tempête de William Shakespeare, mise en scène John Blatchley, Comédie de Saint-Étienne
- 1956 : La Putain respectueuse de Jean-Paul Sartre, mise en scène Jean Dasté, Comédie de Saint-Étienne, Théâtre des Célestins
- 1960 : Un raisin au soleil de Lorraine Hansberry, mise en scène Guy Lauzin, Comédie-Caumartin
- 1959 : La Tête à l'Envers de Giovanni Cenzato, mise en scène Roland Chalosse[2]

- 1968 : La Mère de Bertolt Brecht, mise en scène Jacques Rosner, TNP Théâtre de Chaillot